# End of Me
End of Me (Mi fin en sspañol) es una canción de pop-rock escrita por Marion Raven, Max Martin y Rami para el álbum Here I Am (2005). Fue lanzada como el primer sencillo del mismo álbum en el Sudeste de Asia en 2005, convirtiéndose en un éxito en la región. Alcanzó el top 10 en diversos países, entre ellos Japón, Filipinas, Taiwán, Malasia y Singapur, además de lograr competir en las listas nacionales contra bandas como My Chemical Romance y solistas como Shakira y Robbie Williams.

## Presentación
El sencillo trata sobre la búsqueda de Raven de una verdadera identidad en un siempre cambiante paisaje pop. Raven dice que, si no se le permitiera seguir haciendo música, sería su final. El sencillo This is the last of illusions (Esta es la última de las ilusiones) también significa que ella quiere salir de su antigua imagen de M2M y demostrar al mundo lo que realmente es. Según Raven, Atlantic Records confía en ella para cambiar a una imagen más pesada (rock) y un estilo diferente de cantar. Raven, por lo tanto, tiene que luchar por sus derechos para imponer su propio estilo musical: el rock con un elemento pop.

## Vídeo
El vídeo de la canción se grabó en Taipéi, Taiwán. Utiliza la intro en piano de la canción 13 Days, que está también incluida en Here I Am y muestra a Raven atrapada entre una rotación de paneles de cristal que significa el modo en que se siente estereotipada. Raven intenta liberarse y hacer valer su verdadera identidad a través de su música. En el vídeo musical se puede ver cómo Raven toca de manera magistral la guitarra eléctrica durante el puente de la canción, que marca el aumento de su alcance instrumental. Cabe destacar que como solista Raven es también multinstrumentista, ya que puede tocar a la perfección la guitarra acústica y eléctrica, el piano, la percusión y la batería.

## Recepción
El vídeo musical de la canción alcanzó el top número 4 en MTV Asia.
A finales de 2005, End Of Me se encontraba en el puesto 54 en MTV Asia de los primeros 100 de la cuenta anual regresiva.
- Datos: Q938349